# Tatsumi Fujinami
Tatsumi Fujinami (藤波 辰爾 Fujinami Tatsumi?) (28 de diciembre de 1953) es un luchador profesional japonés. Actualmente trabaja como embajador para la empresa WWE.
Entre sus logros, destaca siete reinados como Campeón Peso Pesado de IWGP, y uno como Campeón Mundial Peso Pesado de la UWA. En 2015, fue inducido al WWE Hall of Fame. 

## Campeonatos y logros
- Catch Wrestling Association
  - CWA Intercontinental Heavyweight Championship (1 vez)

- Dramatic Dream Team
  - KO-D Tag Team Championship (1 vez) - con MIKAMI[4]

- New Japan Pro Wrestling
  - IWGP Heavyweight Championship (6 veces)
  - NWA International Junior Heavyweight Championship (2 veces)
  - NWA World Heavyweight Championship (1 vez)
  - WCWA World Heavyweight Championship (1 vez)
  - WWF International Heavyweight Championship (1 vez)
  - WWF Junior Heavyweight Championship (1 vez)
  - IWGP Tag Team Championship (5 veces) - con Kengo Kimura (4) y Osamu Nishimura (1)
  - WWF International Tag Team Championship (1 vez) - con Kengo Kimura
  - G1 Climax (1993)[5]
  - Karl Gotch Cup (1974)
  - Super Grade Tag League (1991) - con Big Van Vader[6]

- Pacific Northwest Wrestling
  - NWA Pacific Northwest Heavyweight Championship (1 vez)

- Pro Wrestling ZERO1
  - Estasi Cup Championship (2014) - con Ikuto Hidaka & Masato Tanaka

- Universal Wrestling Association
  - UWA World Heavyweight Championship (1 vez)

- World Wide Wrestling Federation / World Wrestling Federation / WWE
  - WWF International Heavyweight Championship (1 vez)
  - WWWF Junior Heavyweight Championship (1 vez)
  - WWE Hall of Fame (clase 2015)

- Pro Wrestling Illustrated
  - Situado en el Nº31 en los PWI 500 de 2003

- Wrestling Observer Newsletter
  - WON Mejor luchador técnico (1985)
  - WON Mejor luchador técnico (1986)
  - WON Mejor luchador técnico (1988)
  - WON Luchador más destacado (1988)
  - Wrestling Observer Newsletter Hall of Fame (clase de 1996)

- Tokyo Sports Grand Prix
  - Principiante del año (1974)
  - Lucha del año (1983) contra Riki Chōshū el 3 de abril
  - Lucha del año (1986) contra Akira Maeda el 12 de junio
  - Mejor equipo (1981) con Antonio Inoki
  - Premio a los servicios distinguidos (1978)
  - Premio al espíritu de lucha (1984)
  - MVP (1985)
  - Premio técnico (1979)
  - Premio a la actuación destacada (1980)
  - Premio a la actuación destacada (1982)
  - Premio a la actuación destacada (1987)
  - Premio a la actuación destacada (1988)